# 運賃
運賃（うんちん、英: fare）とは、交通機関（運輸会社など）との運送契約に基づき、旅客や貨物の運送（輸送）の対価として、交通機関に支払う金銭である。特に海運アライアンスで協定した運賃システムをタリフという。
旅客輸送における運賃の詳細については「運賃制度」「乗車券」「切符」「航空券」も参照。

## 鉄道（旅客）

### 運賃システム
鉄道の旅客運賃は、一般的に普通列車一般車両の自由席を利用する運送のための対価をいい、急行列車や特別車両などを利用するために支払う料金（特急料金、急行料金、特別車両料金など）と区別される。なお、名古屋市交通局や福岡市交通局など、日本の地下鉄や路線バスを運営する地方公営企業の中には運賃を（乗車）料金と称している事業者もある。
鉄道の運賃システムには、距離に基づく方法のほか、ゾーン制、均一運賃、時間制がある。

#### 距離制
日本の鉄道における運賃は、駅間ごとに定められた営業キロの総和に応じて決められるのが一般的である。このように距離ごとに細かく運賃を設定している国は少ない。
営業キロに応じて運賃を定める場合でも、どのように運賃と営業キロを対応させるかによって2つのタイプに大分できる。
- 対キロ制：キロ当たりの賃率を定め、それに乗車区間の営業キロを乗じて運賃とするもの[4]。
- 対キロ区間制：一定の距離を基準とする区間（乗車区間）に応じて運賃を定めるもの[4]。対キロ区間制での運賃は階段状に変化する[4]。

また、一部区間において営業キロをそのまま利用せず、営業キロより割り増しされたキロ数を適用した上で運賃を計算する場合がある。詳細は「営業キロ」の項を参照のこと。
2社にまたがる場合で、双方の運賃をそのまま合算すると距離の割に運賃が高くなる場合に乗り継ぎ割引を適用した連絡乗車券が発売されることもある。

##### 遠距離逓減制
鉄道の運賃は多くの場合、長距離で利用するほど「運賃÷利用キロ数」が低くなるように設定されている。これを遠距離逓減制（えんきょりていげんせい）と言う。
対キロ制運賃の場合、キロ数に比例して定められる運賃を全区間において同一にせず、一定のキロ数を超えた分については低い運賃を比例させるといった方法が取られる。
対キロ区間制運賃の場合はそもそも制度上「運賃÷利用キロ数」は低くなっていく（「運賃＝一定額+（距離比例額×キロ数）」であるため、これをキロ数で割ると「運賃÷利用キロ数＝（一定額÷利用キロ数）+距離比例額」となる）。
遠距離逓減制のため、同一区間を乗車する場合においては、切符は2枚に分かれているよりも1枚になっていた方が安くなることが多い（「途中下車」も参照）。しかし、運賃計算制度の構造上、距離の端数が発生すると2枚に分けた方が運賃が安くなることも多い。

#### ゾーン制
路線をいくつかのゾーンに分割し、その利用するゾーン数で運賃を定める方式。例としてロンドン地下鉄や香港MTRのLRT区間などで採用されている。ただし、ゾーンの設定には特に境界の設定に配慮しないと不合理な運賃設定になるという欠点がある。

#### 均一運賃
乗車1回あたりの運賃のみを定める方式。均一制運賃とも呼ぶ。パリ地下鉄で採用されている。軌道法に基づく運行となるが日本の路面電車では広島電鉄、長崎電気軌道、鹿児島市電が採用している。
切符の種類や改札機のシステムを単純化できるという利点がある。

#### 時間運賃
時間単位で運賃を定める方式。ドイツの鉄道やイタリアの鉄道などで広く採用されている。多くの場合、改札は設けられておらず、乗り場や車内にある時刻の刻印機で利用客が自ら刻印することを要する。なお、シンガポールMRTのように、乗車区間相互間の最短経路を基準にした時間を超過して迂回した場合に精算により運賃よりも高額な増運賃を徴収するといった、乗客の滞留防止を目的に対距離区間制と併用しているケースもある。

### 運賃表と運賃の支払い

#### 運賃表
運賃を表や図などで示したものを運賃表という。
駅やバスターミナルなどに掲出されているものは、利用者がそこから目的地までの運賃を調べるためのもので、路線図として表示しているもの、五十音順で表示するもの、路線・方面ごとに一覧表で表示するものなどがある。
距離制の場合には三角表と呼ばれる当該路線の任意の2駅間の運賃を調べることができる運賃表もあり、ワンマン運転の場合には、車内に掲出されていることがある（「運賃表示機」も参照）。また、各鉄道事業者が定める、乗車キロ数と運賃の対応を示した表も運賃表と呼ばれる。

#### 運賃の支払い
- 鉄道の場合は、駅等で切符を買って乗車するか、前もって買った切符や乗車カード、チャージしたICカードなどを使う。
  - 日本の鉄道では乗車中に車掌に申告して運賃を支払うことが認められている（ワンマン運転では運賃が後払い方式の場合もある）。
  - ヨーロッパなどの信用乗車方式が採用されている国では乗り越しが禁止されている。車内検札時に正しい乗車区間の切符を持っていないと不正乗車としてペナルティを科される[8]。
- ワンマン運転で運賃が後払い方式の鉄道の場合は、乗車時に整理券を取り、降車時に車内で運賃を支払う。乗降する駅によっては、駅で切符を買って乗車する場合や、降車後にその駅で運賃を支払うこともある。
- ワンマン運転の路面電車や一般路線バスは、事業者や路線により、運賃を支払ってから乗車する前払い運賃の場合と、降車時に運賃を支払う後払い運賃の場合がある。後者は乗車時に整理券を取る必要がある場合がある。
- 高速バスは事業者や路線により、バスターミナルなどで前もって切符を買う、インターネットで予約しオンライン決済する、一般路線バスと同様に降車時に運賃を支払うなどの方法がある。

### 子供（小児）・障害者の運賃

#### 子供（小児）の運賃
日本では、鉄道営業法に基づく鉄道運輸規程第10条に「鉄道ハ旅客ノ同伴スル六年未満ノ小児ヲ旅客一人ニ付少クトモ一人迄無賃ヲ以テ運送スベシ」「鉄道ハ十二年未満ノ小児ヲ第一項ノ規定ニ依リ無賃ヲ以テ運送スルモノヲ除キ大人ノ運賃ノ半額ヲ以テ運送スベシ」という規定があり、これらの規定により、6歳未満は無料、12歳未満は半額である。この「子供は半額」という価格設定は、国土交通省によれば「席の占有率が大人の半分というおおらかな理由だった」のが一説であるという。この制度は1937年（昭和12年）6月1日から始まったもので、それ以前は4歳未満のみ無料であったが、あまり順守はされていなかった。
2020年代においては、子育て世帯の沿線誘致や利用を促すため乗車距離に関わらず小児運賃を定額とする大手私鉄が登場し、小田急電鉄と西武鉄道はともに50円とした。    
年齢による区分はJRグループでは以下のようになっており、私鉄でも概ね同一である。
- 大人：12歳以上。ただし12歳の小学生（小学校卒業年度の3月31日まで）は小児。
- 小児（こども）：6歳以上12歳未満。ただし小学校未入学の6歳は幼児。
- 幼児：1歳以上6歳未満。
- 乳児：1歳未満。

各区分における運賃は以下のようになっている。
- 小児（こども）：大人の半額。計算上生じた10円未満の端数は、JRグループの場合切り捨てられ（例：190円を折半し95円→90円）、私鉄等では切り上げられることが多い（例：190円を折半し95円→100円）。
- 幼児：大人または小児に同伴される場合、大人・小児1人につき幼児2人まで無料で、3人以上の場合は超過人数分の小児運賃が必要[注 1]。大人・小児の同伴なしで乗車するときは小児運賃が必要。1人で普通車・グリーン車の座席指定席や寝台を利用するときは小児運賃・料金が必要。
- 乳児：無料。ただし1人で普通車・グリーン車の座席指定席や寝台を利用するときは小児運賃・料金が必要。

#### 障害者割引運賃
身体障害者（身体障害者手帳所持者）、知的障害者（療育手帳所持者）、精神障害者（精神障害者保健福祉手帳所持者）やその介護者に対しては運賃を大人運賃の5割引とすることがある。JRは旧国鉄から引き継いだ旅客運賃割引規則の第1種かつ介護者同伴の本人及び介護者の両者の普通乗車券、定期券、回数券、または第1種または第2種で100 km超を利用する場合の本人の普通乗車券および12歳未満の第2種障害者の介護者の定期券に限り割引を行っており、民鉄でも同様の割引を実施している事例が大半であるが、適用の可否は、第1種/第2種の別、乗車距離（100キロを超えるか否か）などにより、事業者によって違いがある。JRの割引規則の範囲は、例えば視覚障害では4級の1と4級の2で区分が違うなど一見して判断できないため、各種手帳には旅客鉄道株式会社旅客運賃減額欄に第1種または第2種の記載があり、JRの割引規則上の区分を確認できるようになっている。
ただし、精神障害者については、身体・知的障害者同様の割引をする事業者もあるが、割引の対象外としている事業者も多い。
障害者割引は、介護者を伴わなければ旅行できない障害者の二人分の運賃を実質的に一人分に割引くことで経済的な負担を軽減する目的で実施されていたものであるが、駅等のバリアフリー化も進み、介護者伴わず一人で行動できる障害者も増えており、もはや第1種かつ介護者同伴または100 km超の距離制限は、旧国鉄時代の制度を踏襲しているだけで合理性がないのではないかという意見も存在する。一方で、一人で鉄道に乗れるのであれば、割引は不要ではないかという意見も存在する。もう一方で、一人で歩ける障害者に割引はおかしいと思う人もいるだろうが、障害者には多くの金銭的負担があるので、障害者が単独で障害者割引で鉄道を利用したとしても不平等ではないのではないかという意見も存在する。
しかしながら、事業者負担で障害者割引を実施することには疑問があり、JR各社は国鉄時代から引き続き実施している割引や通学定期券の割引を含め、本来は事業者の負担ではなく、国の社会福祉政策として実施されるべきものという考えを表明してきた。
ICカードは障害者割引運賃では利用できない場合が多い。後述するIC運賃を導入した事業者においては、出場時に自動改札機にタッチせずに手帳とICカードを係員に提示し、係員がIC運賃を基準とした割引運賃を引くという処理を行うようにしたことで、障害者割引運賃でのICカードの利用が可能となった。また、一部の事業者では、手帳所持者と介護者に対して自動改札機で使用できる（介護者と同時に使用する前提で障害者割引運賃を引き去る）障害者用・介護者用ICカードを発行している。

### IC運賃
一部のICカード導入事業者では「きっぷの運賃（現金での運賃）」と「ICカード利用時の運賃」をそれぞれ設けていることがある。

#### 首都圏およびJR東日本
Suica、PASMOなどのICカードで入出場する場合に限り適用される普通運賃。入出場ともに同じICカードを使い、カード読取機（自動改札機に併設されたカード読取機を含む）を利用することが条件となる（途中からの別の乗車券と併用する場合は、ICカードで入場すればその乗車券に接続する駅までの運賃に関してはIC運賃が適用となる）。残高不足の場合には鉄道の場合精算機でチャージしてもIC運賃の適用を受ける。自社のICカードだけでなく、相互利用カードを利用する場合にも適用される。
2014年4月1日の消費税率改定（5%→8%）に対応した運賃改定の際に、消費税の正確な転嫁を目的に東日本旅客鉄道（JR東日本）や首都圏の多くの鉄道事業者が導入した。基本的には、税抜運賃の設定がある場合にはその額に消費税を加算したもの（JR線で営業キロ11km以上の区間。税抜運賃は最低でも10円単位で変化なし）、その他の場合は旧運賃の105分の108としたものが多い（JR東日本の10km以下の区間は後者で、消費税導入前の運賃を基準としていない）。
2019年10月1日の消費税率改定（8%→10%）に対応した運賃改定も2014年の改定時とほぼ同様となった。旧運賃の108分の110とした事業者のほか、2014年の改訂前の運賃を基準に105分の110とした事業者もあった。なお、JR東日本では101km以上の運賃はきっぷもICカードも同額となった。
IC運賃はその運賃をそのまま1円単位として適用し、きっぷ運賃は10円単位に端数整理したものである。したがって、ICカードの方がきっぷで入出場する際の運賃より安い場合が多いが、きっぷの運賃がIC運賃を10円単位で四捨五入する鉄道事業者の場合区間によっては高いこともある。これにより運賃の値上げ幅が消費税の増税分より多くなるが、その分定期運賃の値上げ幅を抑えて調整している。
| IC運賃導入             | きっぷの運賃がIC運賃を10円単位で切り上げる鉄道事業者   | 東日本旅客鉄道（JR東日本）、京浜急行電鉄、東急電鉄、小田急電鉄、京王電鉄、西武鉄道、東武鉄道、京成電鉄、相模鉄道、東京地下鉄（東京メトロ）、東京都交通局、横浜市交通局、東京モノレール、東京臨海高速鉄道、東葉高速鉄道、北総鉄道、関東鉄道、多摩都市モノレール、千葉都市モノレール、横浜高速鉄道（みなとみらい線）、首都圏新都市鉄道（つくばエクスプレス）、埼玉新都市交通（ニューシャトル）、富士山麓電気鉄道、ゆりかもめ、横浜シーサイドライン |
| IC運賃導入             | きっぷの運賃がIC運賃を10円単位で四捨五入する鉄道事業者 | 東日本旅客鉄道（JR東日本）、伊豆急行、仙台空港鉄道 |
| IC運賃非導入鉄道事業者 | IC運賃非導入鉄道事業者                                 | 伊豆箱根鉄道、江ノ島電鉄、小田急箱根、埼玉高速鉄道、舞浜リゾートライン、湘南モノレール、秩父鉄道 |

1. ↑  電車特定区間
2. ↑  こどもの国線を含む
3. ↑  都電荒川線のみ2014年4月1日より導入、都営地下鉄は2014年6月1日より導入
4. ↑  2014年6月1日より導入
5. 1 2 3 4  2019年10月1日より導入
6. ↑  Suicaエリア内の幹線・地方交通線
7. ↑  2018年4月1日よりPASMOが導入された。
8. ↑  2022年3月12日よりPASMOが導入された。

運賃表ではIC運賃を導入している場合でも「きっぷの運賃（現金での運賃）」を優先して記載されているが、路線図の隅の方に「ICカード利用時の運賃」との対応表を掲載している。対応表には種類があり、加算運賃を設定していない鉄道事業者では「きっぷの運賃（現金での運賃）」と「ICカード利用時の運賃」の額面同士での対応表が掲載されていることが多いが、加算運賃や連絡割引運賃を設定している鉄道事業者では、1つのきっぷ運賃に対してIC運賃が複数ある場合があり、その案内も事業者により対応がまちまちである。また、「きっぷの運賃がIC運賃を10円単位で四捨五入する鉄道事業者」の場合、掲出される運賃表でICカードの方が区間によって運賃が高いことを知らせていることがある。連絡きっぷについてはほとんどの場合「ICカード利用時の運賃」の掲出は無く、「きっぷの運賃（現金での運賃）」のみ記載される。

#### ICカード利用時の割引
IC運賃を設定していないが、ICカード利用時に引き去る額を通常の運賃より一定の割合で割り引いている事業者がある。例としては広島都市圏各社のPASPY、富山地方鉄道のecomyca、富山ライトレールのpassca、伊予鉄道のICい〜カードなどがある。PASMOエリアでは東急バスの新横溝口線では現金支払い時より50円引きとなる。また、茨城交通が独自に導入しているいばっピでは、ICカード利用時の割引運賃を1円単位としている（初乗り170円の場合、利用者割引10%が適用され153円となる）。

#### ロンドン地下鉄
ロンドン地下鉄ではICカード利用促進と混雑解消のため、ICカード利用時の運賃の引き落し限度額が設定されており、ピーク時間帯を含まない時間帯に地下鉄を利用した場合にはその上限額が低く抑えられている。

### 運賃計算における特例
通常の運賃計算のルールを適用すると利用実態にそぐわない場合などに、以下のような特例を設けて対処されることがある。

#### 通過連絡運賃
他社線を挟んで2区間に分割された1社の路線を利用する場合に、その2区間のキロ数を通して計算すること。2区間に分割されることによって運賃が急増することを抑えるものである。詳細は「連絡運輸#通過連絡運輸」を参照。

#### 分岐駅通過の特例
運賃計算の特例ではなく、乗車券の効力の特例であるが、分岐駅を通過する列車に乗車して分岐する他線区に乗り換えをするとき、途中下車しないことを条件に、最寄りの停車駅と分岐駅間の区間外乗車を認める制度のこと。乗り継ぐ前の列車か乗り継いだ後の列車の少なくとも一方がその分岐駅に停車せず通過することが条件である。詳細は「区間外乗車#分岐駅通過列車に対する区間外乗車の取扱いの特例」を参照。

#### 特定の分岐区間に対する区間外乗車
分岐駅を経由する列車に乗車して分岐する他線区に乗り換えをするとき、途中下車しないことを条件に、その近傍の指定した駅と分岐駅の間の区間外乗車を認める制度のことである。上記の「分岐駅通過の特例」と異なり、乗り継ぐ前の列車と乗り継いだ後の列車のどちらも分岐駅に停車する場合であっても適用される。詳細は「区間外乗車#特定の分岐区間に対する区間外乗車」を参照。

#### 特定の列車による折り返し区間外乗車
特急列車など、途中で折り返して一部の区間を重複して運行する列車に乗車する場合、途中下車しないことを条件に、その重複する区間のキロ数を含めないで運賃・料金を計算する制度のことである。詳細は「区間外乗車#特定列車による折返し区間外乗車の取扱いの特例」を参照。

#### 経路特定区間
ある区間に対して複数の経路が存在する場合、旅客営業規則等に定められた区間については、いずれの経路を通る場合でも短い方の経路によって計算を行うもの。乗客はいずれの経路を通ってもよく、途中下車の条件を満たす乗車券の場合はいずれの経路途上でも途中下車が可能。詳細は該当項目を参照。似た制度として、列車を限って短い経路で計算する列車特定区間、複数のルートのどちらかで計算された乗車券で別のルートを経由できる選択乗車がある。

#### 磁気式プリペイドカード利用時の運賃計算
改札口を通過可能な磁気式プリペイドカード導入各社（関西のスルッとKANSAI、関東のパスネットなど）ではカードで入場した場合には途中で改札口を通過しない限り、もっとも安い経路の運賃が適用される。

#### 加算運賃
加算運賃（かさんうんちん）とは、鉄道事業者が特に定めた区間に対して特定額だけ加算される運賃である。
このような区間が設定される理由として、路線建設時の減価償却及び維持に莫大な費用がかかるというものがある。また大規模改良工事に際して完成後に便宜を受ける利用者から運賃を前取りする、「特定都市鉄道整備促進特別措置法」（昭和61年法律42号、通称「特々法」）に定める特定都市鉄道整備積立金制度に基づく加算制度（現在、この制度による加算適用区間はない）、駅のバリアフリー化（エレベーター・ホームドアなどの整備・更新）に使途を限定して、運賃に上乗せする「鉄道駅バリアフリー料金制度」（軌道法施行規則第21条第2項第4号及び鉄道事業法施行規則第34条第1項第4号）にもとづく加算制度もある。
加算運賃の設定例
カッコ内は記載の全区間を通しで利用した場合の加算運賃（大人運賃）。
- *印は、利用区間によっては加算運賃の減額等の措置があるもの。
- #印は、加算運賃が対キロで設定されている区間・会社（他は乗車区間に対して設定）。

北海道旅客鉄道（JR北海道）
千歳線（支線）：新千歳空港駅 - 南千歳駅（20円）
西日本旅客鉄道（JR西日本）
関西空港線：全線（220円*）
四国旅客鉄道（JR四国）
本四備讃線（瀬戸大橋線）：児島駅 - 宇多津駅（110円）
九州旅客鉄道（JR九州）
宮崎空港線：全線（130円）
京成電鉄
本線：京成成田駅 - 成田空港駅（140円*）
東成田線：全線（70円）
東急電鉄
東急新横浜線：新綱島駅 - 新横浜駅（70円）
京浜急行電鉄
空港線：天空橋駅 - 羽田空港第1・第2ターミナル駅（50円*）
相模鉄道
相鉄いずみ野線：全線
二俣川駅 - いずみ中央駅（40円#）
いずみ中央駅 - 湘南台駅（30円）
相鉄新横浜線：全線
西谷駅 - 羽沢横浜国大駅（30円）
羽沢横浜国大駅 - 新横浜駅（40円）
名古屋鉄道
豊田線：全線（60円#）
空港線：全線（80円）
知多新線：全線（70円#）

羽島線：全線（30円）
大阪市高速電気軌道（Osaka Metro）
中央線：コスモスクエア駅 - 夢洲駅（90円）
近畿日本鉄道
吉野線：全線（40円#）
志摩線：全線（40円#）
湯の山線：全線（40円#）
鳥羽線：全線（30円*#）
けいはんな線：全線（130円#）
京阪電気鉄道
鴨東線：全線（60円）
中之島線：大江橋駅 - 中之島駅（60円）
南海電気鉄道
空港線：全線（230円*）
泉北高速鉄道
泉北高速鉄道線：光明池駅 - 和泉中央駅（20円）
阪神電気鉄道
阪神なんば線 : 西九条駅 - 大阪難波駅（90円*）
北大阪急行電鉄
南北線 : 千里中央駅 - 箕面萱野駅（60円）

#### 特定区間運賃
特定区間運賃（とくていくかんうんちん）とは、鉄道事業者が特に定めた区間に対して、キロ数で算出される運賃よりも安く設定された運賃のことである。区間を競合する他社路線の運賃に比べて、著しく割高になる場合に設定されることが多い。
特定区間運賃は「○○駅 - ○○駅間は○○円」というように設定されている。特定運賃区間内にある任意の2駅間を利用する場合で、乗降する区間の正規運賃が、計算上特定区間運賃より高くなった場合でも、特定区間運賃が採用される。
2025年2月1日時点の特定区間運賃の一覧は以下のとおり。（）内はICカード利用時の運賃である。
- ●印は、鉄道駅バリアフリー料金制度による料金10円が加算されているもの。

| 会社             | 区間                        | 営業距離 | 正規運賃                        | 特定区間運賃                    |
| ---------------- | --------------------------- | -------- | ------------------------------- | ------------------------------- |
| JR東日本         | 東京駅 - 西船橋駅           | 20.6km   | 410円（406円）●                 | 320円（318円）●                 |
| JR東日本         | 上野駅 - 成田駅             | 66.4km   | 1,170円（1,166円）              | 940円（935円）                  |
| JR東日本         | 新宿駅 - 高尾駅             | 42.8km   | 740円（736円）●                 | 580円（571円）●                 |
| JR東日本         | 新宿駅 - 八王子駅           | 37.1km   | 660円（659円）●                 | 500円（492円）●                 |
| JR東日本         | 新宿駅 - 拝島駅             | 34.1km   | 580円（571円）●                 | 490円（483円）●                 |
| JR東日本         | 渋谷駅 - 吉祥寺駅           | 15.6km   | 320円（318円）●                 | 230円（230円）●                 |
| JR東日本         | 渋谷駅 - 桜木町駅           | 31.2km   | 580円（571円）●                 | 490円（483円）●                 |
| JR東日本         | 渋谷駅 - 横浜駅             | 29.2km   | 490円（483円）●                 | 410円（406円）●                 |
| JR東日本         | 新橋駅 - 久里浜駅           | 68.5km   | 1,110円（1,110円）●             | 950円（945円）●                 |
| JR東日本         | 新橋駅 - 田浦駅             | 58.4km   | 950円（945円）●                 | 830円（824円）●                 |
| JR東日本         | 浜松町駅 - 横須賀駅         | 59.3km   | 950円（945円）●                 | 830円（824円）●                 |
| JR東日本         | 品川駅 - 衣笠駅             | 59.0km   | 950円（945円）●                 | 830円（824円）●                 |
| JR東日本         | 品川駅 - 逗子駅             | 48.1km   | 830円（824円）●                 | 740円（736円）●                 |
| JR東日本         | 品川駅 - 横浜駅             | 22.0km   | 410円（406円）●                 | 310円（303円）●                 |
| JR東日本         | 横浜駅 - 田浦駅             | 31.5km   | 580円（571円）●                 | 490円（483円）●                 |
| JR東日本         | 横浜駅 - 逗子駅             | 26.1km   | 490円（483円）●                 | 360円（356円）●                 |
| JR東海           | 岡崎駅 - 名古屋駅           | 40.1km   | 780円●                          | 630円●                          |
| JR東海           | 安城駅 - 名古屋駅           | 32.3km   | 600円●                          | 490円●                          |
| JR東海           | 三河安城駅 - 名古屋駅       | 29.7km   | 520円●                          | 490円●                          |
| JR東海           | 金山駅 - 名古屋駅           | 3.3km    | 200円●                          | 180円●                          |
| JR東海           | 金山駅 - 尾張一宮駅         | 20.4km   | 430円●                          | 380円●                          |
| JR東海           | 金山駅 - 岐阜駅             | 33.6km   | 600円●                          | 550円●                          |
| JR東海           | 名古屋駅 - 尾張一宮駅       | 17.1km   | 340円●                          | 310円●                          |
| JR東海           | 名古屋駅 - 岐阜駅           | 30.3km   | 600円●                          | 480円●                          |
| JR東海           | 名古屋駅 - 桑名駅           | 23.8km   | 430円●                          | 360円●                          |
| JR東海           | 名古屋駅 - 四日市駅         | 37.2km   | 690円●                          | 490円●                          |
| JR東海           | 枇杷島駅 - 岐阜駅           | 26.3km   | 520円●                          | 440円●                          |
| JR西日本         | 大阪駅 - 京都駅             | 42.8km   | 740円●                          | 580円●                          |
| JR西日本         | 大阪駅 - 高槻駅             | 21.2km   | 410円●                          | 290円●                          |
| JR西日本         | 大阪駅 - JR総持寺駅         | 16.6km   | 320円●                          | 280円●                          |
| JR西日本         | 大阪駅・北新地駅 - 神戸駅   | 33.1km   | 570円●                          | 460円●                          |
| JR西日本         | 大阪駅・北新地駅 - 元町駅   | 31.4km   | 570円●                          | 420円●                          |
| JR西日本         | 大阪駅・北新地駅 - 宝塚駅   | 25.5km   | 510円                           | 330円                           |
| JR西日本         | 新大阪駅 - 京都駅           | 39.0km   | 660円●                          | 580円●                          |
| JR西日本         | 新大阪駅 - 高槻駅           | 17.4km   | 320円●                          | 280円●                          |
| JR西日本         | 茨木駅 - 神戸駅・新神戸駅   | 47.7km   | 820円●                          | 730円●                          |
| JR西日本         | 高槻駅 - 神戸駅・新神戸駅   | 54.3km   | 950円●                          | 830円●                          |
| JR西日本         | 京都駅 - 神戸駅・新神戸駅   | 75.9km   | 1,280円●                        | 1,110円●                        |
| JR西日本         | 京都駅 - 城陽駅             | 20.2km   | 420円                           | 370円                           |
| JR西日本         | 京都駅 - 新田駅             | 18.1km   | 330円                           | 300円                           |
| JR西日本         | 京都駅 - 奈良駅             | 41.7km   | 770円                           | 720円                           |
| JR西日本         | 尼崎駅 - 神戸駅             | 25.4km   | 480円●                          | 430円●                          |
| JR西日本         | JR難波駅 - 奈良駅           | 41.0km   | 740円●                          | 580円●                          |
| JR西日本         | 天王寺駅 - 奈良駅           | 37.5km   | 660円●                          | 510円●                          |
| JR西日本         | 天王寺駅 - 和歌山駅         | 61.3km   | 1,110円●                        | 900円●                          |
| JR西日本         | 天王寺駅 - 紀伊駅           | 53.3km   | 950円●                          | 880円●                          |
| JR西日本         | 美章園駅 - 六十谷駅         | 55.7km   | 950円●                          | 880円●                          |
| JR西日本         | 長居駅 - 和歌山駅           | 56.6km   | 950円●                          | 880円●                          |
| JR西日本         | 海老江駅 - 神戸駅           | 31.9km   | 570円●                          | 450円●                          |
| 秋田内陸縦貫鉄道 | 西明寺駅 - 角館駅           | 7.3km    | 300円                           | 210円                           |
| 上毛電気鉄道     | 赤城駅 - 西桐生駅           | 5.8km    | 300円                           | 280円                           |
| 京成電鉄         | 八広駅 - 菅野駅             | 10.1km   | 280円（272円）●                 | 200円（199円）●                 |
| 京成電鉄         | 八広駅 - 谷津駅             | 20.1km   | 390円（387円）●                 | 340円（335円）●                 |
| 京成電鉄         | 八広駅 - ユーカリが丘駅     | 35.1km   | 560円（555円）●                 | 510円（502円）●                 |
| 京成電鉄         | 京成幕張本郷駅 - 千葉中央駅 | 10.8km   | 280円（272円）●                 | 250円（241円）●                 |
| 多摩モノレール   | 桜街道駅 - 立川南駅         | 5.1km    | 320円（316円）                  | 270円（265円）                  |
| 多摩モノレール   | 砂川七番駅 - 立川南駅       | 3.3km    | 270円（265円）                  | 220円（214円）                  |
| 多摩モノレール   | 高松駅 - 立川南駅           | 1.6km    | 220円（214円）                  | 110円（102円）                  |
| 多摩モノレール   | 立川北駅 - 柴崎体育館駅     | 1.1km    | 220円（214円）                  | 110円（102円）                  |
| 多摩モノレール   | 立川北駅 - 高幡不動駅       | 5.1km    | 320円（316円）                  | 270円（265円）                  |
| 京急電鉄         | 品川駅 - 横浜駅             | 22.2km   | 350円（347円）                  | 320円（313円）                  |
| 京急電鉄         | 品川駅 - 京急川崎駅         | 11.8km   | 280円（277円）                  | 240円（240円）                  |
| 京急電鉄         | 京急川崎駅 - 横浜駅         | 10.4km   | 280円（277円）                  | 240円（240円）                  |
| 富山地方鉄道     | 電鉄富山駅 - 新宮川駅       | 15.1km   | 740円（670円）                  | 610円（550円）                  |
| 富山地方鉄道     | 電鉄富山駅 - 滑川駅         | 21.8km   | 940円（850円）                  | 620円（560円）                  |
| 富山地方鉄道     | 電鉄富山駅 - 早月加積駅     | 24.4km   | 1,040円（940円）                | 720円（650円）                  |
| 富山地方鉄道     | 電鉄富山駅 - 新魚津駅       | 30.2km   | 1,230円（1,110円）              | 780円（700円）                  |
| 富山地方鉄道     | 電鉄富山駅 - 経田駅         | 32.9km   | 1,230円（1,110円）              | 870円（780円）                  |
| 富山地方鉄道     | 電鉄富山駅 - 電鉄黒部駅     | 37.2km   | 1,430円（1,290円）              | 920円（830円）                  |
| 富山地方鉄道     | 電鉄富山駅 - 東三日市駅     | 37.8km   | 1,430円（1,290円）              | 980円（880円）                  |
| 富山地方鉄道     | 電鉄富山駅 - 荻生駅         | 38.6km   | 1,430円（1,290円）              | 1,050円（950円）                |
| 富山地方鉄道     | 電鉄富山駅 - 長屋駅         | 39.6km   | 1,520円（1,370円）              | 1,130円（1,020円）              |
| 富山地方鉄道     | 電鉄富山駅 - 舌山駅         | 41.0km   | 1,520円（1,370円）              | 1,200円（1,080円）              |
| 富山地方鉄道     | 電鉄富山駅 - 若栗駅         | 41.7km   | 1,520円（1,370円）              | 1,280円（1,150円）              |
| 富山地方鉄道     | 電鉄富山駅 - 栃屋駅         | 42.8km   | 1,610円（1,450円）              | 1,360円（1,220円）              |
| 富山地方鉄道     | 電鉄富山駅 - 浦山駅         | 44.3km   | 1,610円（1,450円）              | 1,430円（1,290円）              |
| 富山地方鉄道     | 電鉄富山駅 - 下立駅         | 46.3km   | 1,700円（1,530円）              | 1,470円（1,320円）              |
| 富山地方鉄道     | 電鉄富山駅 - 愛本駅         | 47.6km   | 1,700円（1,530円）              | 1,560円（1,400円）              |
| 富山地方鉄道     | 電鉄富山駅 - 内山駅         | 48.7km   | 1,780円（1,600円）              | 1,660円（1,490円）              |
| 富山地方鉄道     | 電鉄富山駅 - 音沢駅         | 49.5km   | 1,780円（1,600円）              | 1,740円（1,570円）              |
| 富山地方鉄道     | 電鉄富山駅 - 五百石駅       | 13.5km   | 640円（580円）                  | 610円（550円）                  |
| えちぜん鉄道     | 福井駅 - 田原町駅           | 3.6km    | 240円                           | 180円                           |
| えちぜん鉄道     | 福井駅 - 福大前西福井駅     | 4.3km    | 300円                           | 200円                           |
| えちぜん鉄道     | 福井駅 - 日華化学前駅       | 5.1km    | 300円                           | 260円                           |
| えちぜん鉄道     | 福井駅 - 八ツ島駅           | 5.7km    | 300円                           | 280円                           |
| えちぜん鉄道     | 福井駅 - 新田塚駅           | 6.4km    | 370円                           | 300円                           |
| えちぜん鉄道     | 新福井駅 - 福大前西福井駅   | 3.8km    | 240円                           | 180円                           |
| えちぜん鉄道     | 福井口駅 - 田原町駅         | 2.1km    | 240円                           | 180円                           |
| えちぜん鉄道     | 福井口駅 - 福大前西福井駅   | 2.8km    | 240円                           | 180円                           |
| えちぜん鉄道     | 福井口駅 - 八ツ島駅         | 4.2km    | 300円                           | 280円                           |
| えちぜん鉄道     | 田原町駅 - 八ツ島駅         | 2.1km    | 240円                           | 180円                           |
| えちぜん鉄道     | 福大前西福井駅 - 新田塚駅   | 2.1km    | 240円                           | 180円                           |
| えちぜん鉄道     | 福井駅 - 越前開発駅         | 2.4km    | 240円                           | 200円                           |
| えちぜん鉄道     | 福井駅 - 越前新保駅         | 3.4km    | 240円                           | 220円                           |
| えちぜん鉄道     | 田原町駅 - 越前開発駅       | 3.0km    | 240円                           | 180円                           |
| 福井鉄道         | たけふ新駅 - 福井駅停留場   | 20.2km   | 490円                           | 450円                           |
| 福井鉄道         | たけふ新駅 - 田原町駅       | 20.9km   | 490円                           | 450円                           |
| 福井鉄道         | 西鯖江駅 - 福井駅停留場     | 14.9km   | 450円                           | 430円                           |
| 福井鉄道         | 西鯖江駅 - 田原町駅         | 15.6km   | 450円                           | 430円                           |
| 名古屋鉄道       | 金山駅 - 名鉄一宮駅         | 22.0km   | 510円                           | 460円                           |
| 名古屋鉄道       | 名鉄名古屋駅 - 名鉄一宮駅   | 18.4km   | 460円                           | 400円                           |
| 名古屋鉄道       | 名鉄一宮駅 - 名鉄岐阜駅     | 13.4km   | 400円                           | 330円                           |
| 名古屋鉄道       | 新木曽川駅 - 名鉄岐阜駅     | 8.6km    | 330円                           | 250円                           |
| 南海電気鉄道     | 難波駅 - 中百舌鳥駅         | 13.2km   | 370円                           | 350円                           |
| 阪神電気鉄道     | 神戸三宮駅 - 元町駅         | 0.9km    | 160円●                          | 140円●                          |
| 広島電鉄         | 広電五日市駅 - 広電廿日市駅 | 3.3km    | 240円（220円 (P) 、170円 (M) ） | 240円（220円 (P) 、150円 (M) ） |
| 広島電鉄         | 宮内駅 - 広電阿品駅         | 3.1km    | 240円（220円 (P) 、170円 (M) ） | 240円（220円 (P) 、150円 (M) ） |
| 高松琴平電気鉄道 | 高松築港駅 - 六万寺駅       | 9.5km    | 400円                           | 390円                           |
| 高松琴平電気鉄道 | 高松築港駅 - 八栗新道駅     | 11.0km   | 430円                           | 420円                           |
| 高松琴平電気鉄道 | 高松築港駅 - 琴電志度駅     | 14.2km   | 510円                           | 500円                           |
| 松浦鉄道         | 伊万里駅 - 東山代駅         | 3.3km    | 230円                           | 220円                           |
| 松浦鉄道         | 吉井駅 - 佐世保駅           | 25.0km   | 800円                           | 750円                           |
| 松浦鉄道         | 佐々駅 - 佐世保駅           | 19.8km   | 630円                           | 550円                           |
| 松浦鉄道         | 相浦駅 - 佐世保駅           | 14.1km   | 510円                           | 440円                           |
| 松浦鉄道         | 大学駅 - 佐世保駅           | 12.9km   | 460円                           | 390円                           |
| 松浦鉄道         | 本山駅 - 佐世保駅           | 10.3km   | 410円                           | 360円                           |
| 松浦鉄道         | 皆瀬駅 - 佐世保駅           | 8.3km    | 360円                           | 310円                           |
| 松浦鉄道         | 野中駅 - 佐世保駅           | 7.6km    | 340円                           | 280円                           |
| 松浦鉄道         | 左石駅 - 佐世保駅           | 6.4km    | 320円                           | 230円                           |
| 松浦鉄道         | 山の田駅 - 佐世保駅         | 4.3km    | 260円                           | 200円                           |
| 松浦鉄道         | 北佐世保駅 - 佐世保駅       | 3.2km    | 230円                           | 170円                           |

新駅の設置時に特定区間運賃が暫定的に設定されることがある。
東武鉄道では、2017年の東武ワールドスクウェア駅開業時に設定された姫宮駅・南羽生駅・佐野市駅・静和駅・新栃木駅・家中駅・下今市駅・江曽島駅・六実駅 - 東武ワールドスクウェア駅間相互間、東武ワールドスクウェア駅 - 鬼怒川公園駅間相互間に設定されていた特定区間運賃は、2019年3月16日改定運賃では設定がなくなっており、通常の普通運賃を適用するようになっている。2020年のみなみ寄居駅開業時に設定された東武練馬駅・志木駅・新河岸駅・北坂戸駅・森林公園駅・武蔵嵐山駅・小川町駅・一本松駅・武州長瀬駅 - みなみ寄居駅間相互間、みなみ寄居駅 - 玉淀駅間相互間に設定されていた特定区間運賃は、2021年3月13日改定運賃では設定がなくなっており、通常の普通運賃を適用するようになっている
あいの風とやま鉄道では、2018年の高岡やぶなみ駅開業時に設定された高岡やぶなみ駅 - 高岡駅間相互間に設定されていた特定区間運賃は、2019年10月1日改定運賃では設定がなくなっており、通常の普通運賃を適用するようになっている。
JR東日本では、2018年のあしかがフラワーパーク駅開業時に設定されたあしかがフラワーパーク駅 - 富田駅間相互間に設定されていた特定区間運賃は、2020年3月14日改定運賃では設定がなくなっており、通常の普通運賃を適用するようになっている。
- ●印は、鉄道駅バリアフリー料金制度による料金10円が加算されているもの。

| 会社     | 区間                                    | 営業距離 | 2017年7月22日設定  | 2017年7月22日設定  | 2019年3月16日 改定 | 2019年10月1日 改定 | 2023年3月18日 改定  |
| 会社     | 区間                                    | 営業距離 | 正規運賃           | 特定区間運賃       | 正規運賃           | 正規運賃           | 正規運賃            |
| -------- | --------------------------------------- | -------- | ------------------ | ------------------ | ------------------ | ------------------ | ------------------- |
| 東武鉄道 | 姫宮駅 - 東武ワールドスクウェア駅       | 100.6km  | 1,200円（1,193円） | 1,060円（1,059円） | 1,200円（1,193円） | 1,220円（1,215円） | 1,230円（1,225円）● |
| 東武鉄道 | 南羽生駅 - 東武ワールドスクウェア駅     | 120.1km  | 1,360円（1,358円） | 1,200円（1,193円） | 1,360円（1,358円） | 1,390円（1,383円） | 1,400円（1,393円）● |
| 東武鉄道 | 佐野市駅 - 東武ワールドスクウェア駅     | 140.6km  | 1,550円（1,543円） | 1,360円（1,358円） | 1,550円（1,543円） | 1,580円（1,571円） | 1,590円（1,581円）● |
| 東武鉄道 | 静和駅 - 東武ワールドスクウェア駅       | 60.7km   | 810円（802円）     | 720円（720円）     | 810円（802円）     | 820円（817円）     | 830円（827円）●     |
| 東武鉄道 | 新栃木駅 - 東武ワールドスクウェア駅     | 50.1km   | 720円（720円）     | 650円（648円）     | 720円（720円）     | 740円（733円）     | 750円（743円）●     |
| 東武鉄道 | 家中駅 - 東武ワールドスクウェア駅       | 45.6km   | 650円（648円）     | 590円（586円）     | 650円（648円）     | 660円（660円）     | 670円（670円）●     |
| 東武鉄道 | 下今市駅 - 東武ワールドスクウェア駅     | 10.6km   | 250円（247円）     | 200円（195円）     | 250円（247円）     | 260円（251円）     | 270円（261円）●     |
| 東武鉄道 | 江曽島駅 - 東武ワールドスクウェア駅     | 70.4km   | 890円（885円）     | 810円（802円）     | 890円（885円）     | 910円（902円）     | 920円（912円）●     |
| 東武鉄道 | 六実駅 - 東武ワールドスクウェア駅       | 140.4km  | 1,550円（1,543円） | 1,360円（1,358円） | 1,550円（1,543円） | 1,580円（1,571円） | 1,590円（1,581円）● |
| 東武鉄道 | 東武ワールドスクウェア駅 - 鬼怒川公園駅 | 3.9km    | 170円（165円）     | 150円（165円）     | 150円（144円）     | 150円（147円）     | 160円（157円）●     |

| 会社     | 区間                      | 営業距離 | 2020年10月31日設定 | 2020年10月31日設定 | 2021年3月13日 改定 | 2023年3月18日 改定 |
| 会社     | 区間                      | 営業距離 | 正規運賃           | 特定区間運賃       | 正規運賃           | 正規運賃           |
| -------- | ------------------------- | -------- | ------------------ | ------------------ | ------------------ | ------------------ |
| 東武鉄道 | 東武練馬駅 - みなみ寄居駅 | 61.5km   | 820円（817円）     | 740円（733円）     | 820円（817円）     | 830円（827円）●    |
| 東武鉄道 | 志木駅 - みなみ寄居駅     | 51.1km   | 740円（733円）     | 660円（660円）     | 740円（733円）     | 750円（743円）●    |
| 東武鉄道 | 新河岸駅 - みなみ寄居駅   | 40.6km   | 600円（597円）     | 530円（524円）     | 600円（597円）     | 610円（607円）●    |
| 東武鉄道 | 北坂戸駅 - みなみ寄居駅   | 26.2km   | 420円（419円）     | 370円（367円）     | 420円（419円）     | 430円（429円）●    |
| 東武鉄道 | 森林公園駅 - みなみ寄居駅 | 16.3km   | 320円（314円）     | 260円（251円）     | 320円（314円）     | 330円（324円）●    |
| 東武鉄道 | 武蔵嵐山駅 - みなみ寄居駅 | 11.8km   | 260円（251円）     | 200円（199円）     | 260円（251円）     | 270円（261円）●    |
| 東武鉄道 | 小川町駅 - みなみ寄居駅   | 4.8km    | 170円（168円）     | 150円（147円）     | 170円（168円）     | 180円（178円）●    |
| 東武鉄道 | 一本松駅 - みなみ寄居駅   | 31.1km   | 480円（471円）     | 420円（419円）     | 480円（471円）     | 490円（481円）●    |
| 東武鉄道 | 武州長瀬駅 - みなみ寄居駅 | 35.9km   | 530円（524円）     | 480円（471円）     | 530円（524円）     | 540円（534円）●    |
| 東武鉄道 | みなみ寄居駅 - 玉淀駅     | 5.5km    | 170円（168円）     | 150円（147円）     | 170円（168円）     | 180円（178円）●    |

| 会社               | 区間                    | 営業距離 | 2018年3月17日設定 | 2018年3月17日設定 | 2019年10月1日改定 | 2023年4月1日改定 |
| 会社               | 区間                    | 営業距離 | 正規運賃          | 特定区間運賃      | 正規運賃          | 正規運賃         |
| ------------------ | ----------------------- | -------- | ----------------- | ----------------- | ----------------- | ---------------- |
| あいの風とやま鉄道 | 高岡やぶなみ駅 - 高岡駅 | 2.6km    | 160円             | 150円             | 160円             | 170円            |

| 会社     | 区間                              | 営業距離 | 2019年10月1日改定 | 2019年10月1日改定 | 2020年3月14日改定 |
| 会社     | 区間                              | 営業距離 | 正規運賃          | 特定区間運賃      | 正規運賃          |
| -------- | --------------------------------- | -------- | ----------------- | ----------------- | ----------------- |
| JR東日本 | 富田駅 - あしかがフラワーパーク駅 | 0.9km    | 200円             | 190円             | 150円（147円）    |

複数の事業者が線路を共用する場合、または同一の事業者で運賃が異なる路線が線路を共用する場合も、特定区間運賃が設定されることがある。その区間は以下のとおりである。
- ●印は、鉄道駅バリアフリー料金制度による料金10円が加算されているもの。

| 共用路線                           | 対象区間                      | 特定区間運賃        |
| ---------------------------------- | ----------------------------- | ------------------- |
| 京成成田空港線・北総鉄道北総線     | 京成高砂駅 - 印旛日本医大駅   | 北総鉄道#運賃を参照 |
| 京成本線・京成成田空港線           | 空港第2ビル駅 - 成田空港駅    | 150円（147円）      |
| JR常磐緩行線・東京メトロ千代田線   | 北千住駅 - 綾瀬駅             | 150円（146円）●     |
| 東京メトロ南北線・都営地下鉄三田線 | 目黒駅 - 白金高輪駅           | 180円（178円）●     |
| JR七尾線・のと鉄道七尾線           | 七尾駅 - 和倉温泉駅           | 190円               |
| JR関西空港線・南海空港線           | 関西空港駅 - りんくうタウン駅 | 370円               |
| JR伯備線・井原鉄道井原線           | 総社駅 - 清音駅               | 190円               |

さらに、前述のように京成成田駅と空港第2ビル駅・成田空港駅での相互乗車においても特定区間運賃が定められている。これは京成本線の京成成田駅 - 成田空港駅間には加算運賃が適用されており、距離に対して運賃が高くなりすぎることへの救済措置である。
このような加算運賃が適用されている場合も、距離に対して運賃が高くなりすぎることへの救済措置として、特定区間運賃が設定されることがある。その区間は以下のとおりである。
| 会社     | 区間                    | 営業距離 | 正規運賃        | 特定区間運賃    |
| -------- | ----------------------- | -------- | --------------- | --------------- |
| 京成電鉄 | 京成成田駅 - 成田空港駅 | 8.1km    | 340円（339円）● | 280円（272円）● |

京浜急行電鉄では、京急蒲田駅を含む空港線内各駅 - 羽田空港国際線ターミナル駅（現：羽田空港第3ターミナル駅）・羽田空港国内線ターミナル駅（現：羽田空港第1・第2ターミナル駅）間には特定区間運賃が設定されていたが、2019年10月1日の加算運賃改定の際に廃止され、加算運賃に一本化された。
JR四国では、本四備讃線（瀬戸大橋線）児島駅とそれ以南の周辺の駅での相互乗車においては特定区間運賃が設定されていたが、2023年5月20日の運賃改定の際に廃止され、加算運賃に一本化された。
| 会社             | 区間                | 営業距離 | 2019年10月1日改定 | 2019年10月1日改定 | 2023年5月20日改定 |
| 会社             | 区間                | 営業距離 | 正規運賃          | 特定区間運賃      | 正規運賃          |
| ---------------- | ------------------- | -------- | ----------------- | ----------------- | ----------------- |
| JR西日本・JR四国 | 上の町駅 - 宇多津駅 | 21.3km   | 560円             | 540円             | 630円             |
| JR西日本・JR四国 | 上の町駅 - 丸亀駅   | 23.9km   | 570円             | 540円             | 640円             |
| JR四国           | 児島駅 - 宇多津駅   | 18.1km   | 470円             | 440円             | 540円             |
| JR四国           | 児島駅 - 坂出駅     | 22.7km   | 570円             | 530円             | 640円             |
| JR四国           | 児島駅 - 多度津駅   | 24.9km   | 570円             | 530円             | 640円             |

また、JR四国では、1996年1月10日の運賃改定の際に地方交通線のみを乗車する場合および幹線と地方交通線を連続して乗車する場合の旅客運賃計算法の変更に伴い特定区間運賃が設定されていたが、2023年5月20日の運賃改定の際に廃止され、通常の普通運賃を適用するようになっている。
| 会社   | 会社                       | 営業キロ    | 擬制キロ または 運賃計算キロ | 2019年10月1日改定 | 2019年10月1日改定 | 2023年5月20日改定 |
| 会社   | 会社                       | 営業キロ    | 擬制キロ または 運賃計算キロ | 正規運賃          | 特定区間運賃      | 正規運賃          |
| ------ | -------------------------- | ----------- | ---------------------------- | ----------------- | ----------------- | ----------------- |
| JR四国 | 幹線と地方交通線を連続乗車 | 2.8 - 3.0   | 3.1 - 3.3                    | 210円             | 170円             | 240円             |
| JR四国 | 幹線と地方交通線を連続乗車 | 9.2 - 10.0  | 10.1 - 11.0                  | 260円             | 240円             | 330円             |
| JR四国 | 地方交通線のみを乗車       | 2.8 - 3.0   | 3.1 - 3.3                    | 210円             | 170円             | 240円             |
| JR四国 | 地方交通線のみを乗車       | 9.2 - 10.0  | 10.1 - 11.0                  | 260円             | 240円             | 330円             |
| JR四国 | 地方交通線のみを乗車       | 13.7 - 15.0 | 15.1 - 16.5                  | 360円             | 290円             | 430円             |
| JR四国 | 地方交通線のみを乗車       | 18.3 - 20.0 | 20.1 - 22.0                  | 460円             | 400円             | 530円             |
| JR四国 | 地方交通線のみを乗車       | 22.8 - 23.0 | 25.1 - 25.3                  | 560円             | 490円             | 630円             |
| JR四国 | 地方交通線のみを乗車       | 27.3 - 28.0 | 30.1 - 30.8                  | 670円             | 570円             | 740円             |
| JR四国 | 地方交通線のみを乗車       | 31.9 - 32.0 | 35.1 - 35.2                  | 770円             | 670円             | 850円             |
| JR四国 | 地方交通線のみを乗車       | 36.5 - 37.0 | 40.1 - 40.7                  | 870円             | 780円             | 980円             |
| JR四国 | 地方交通線のみを乗車       | 41.0        | 45.1                         | 970円             | 870円             | 1,080円           |
| JR四国 | 地方交通線のみを乗車       | 45.5 - 46.0 | 50.1 - 50.6                  | 1,110円           | 970円             | 1,240円           |
| JR四国 | 地方交通線のみを乗車       | 54.6 - 55.0 | 60.1 - 60.5                  | 1,300円           | 1,110円           | 1,430円           |
| JR四国 | 地方交通線のみを乗車       | 63.7 - 64.0 | 70.1 - 70.4                  | 1,470円           | 1,300円           | 1,640円           |
| JR四国 | 地方交通線のみを乗車       | 72.8 - 73.0 | 80.1 - 80.3                  | 1,660円           | 1,480円           | 1,830円           |

また、あいの風とやま鉄道では、高岡駅で接続するJR線（城端線・氷見線）との間で転換開業時に設定された乗継割引によって、乗継割引が受けられない自社線内の手前の駅のほうが運賃が高額になってしまう現象が生じたことを受け、2017年4月15日から当該区間に特定区間運賃を設定し、逆転現象を解消していた。2019年10月1日改定運賃では乗継割引に伴う運賃の逆転現象が解消されたため、設定がなくなっており、通常の普通運賃を適用するようになっている。
| 会社                | 会社                               | 会社                                  | 営業距離 | 営業距離 | 2017年4月15日改定 | 2017年4月15日改定 | 2019年10月1日改定 | 2020年4月1日改定 | 2023年4月1日改定 |
| 会社                | 会社                               | 会社                                  | あい鉄   | （JR）   | 正規運賃          | 特定区間運賃      | 正規運賃          | 正規運賃         | 正規運賃         |
| ------------------- | ---------------------------------- | ------------------------------------- | -------- | -------- | ----------------- | ----------------- | ----------------- | ---------------- | ---------------- |
| あいの風 とやま鉄道 | 高岡駅 - 越中大門駅                | 高岡駅 - 越中大門駅                   | 3.6km    |          | 210円             | 200円             | 210円             | 210円            | 220円            |
| あいの風 とやま鉄道 | （参考）                           | 越中大門駅 - 高岡駅- 新高岡駅         | 3.6km    | 1.8km    | 200円             |                   | 210円             | 280円            | 290円            |
| あいの風 とやま鉄道 | （参考）                           | 越中大門駅 - 高岡駅- 越中中川駅       | 3.6km    | 1.7km    | 200円             |                   | 210円             | 280円            | 290円            |
| あいの風 とやま鉄道 | 西高岡駅 - 高岡駅 （小児運賃のみ） | 西高岡駅 - 高岡駅 （小児運賃のみ）    | 5.6km    |          | 110円             | 100円             | 110円             | 110円            | 110円            |
| あいの風 とやま鉄道 | （参考）                           | 西高岡駅 - 高岡駅- 新高岡駅（小児）   | 5.6km    | 1.8km    | 100円             |                   | 110円             | 140円            | 140円            |
| あいの風 とやま鉄道 | （参考）                           | 西高岡駅 - 高岡駅- 越中中川駅（小児） | 5.6km    | 1.7km    | 100円             |                   | 110円             | 140円            | 140円            |

JR東海では、2024年4月1日に設定された鉄道駅バリアフリー料金制度によって、適用区間外の駅よりも適用区間内の手前の駅のほうが運賃が高額になってしまう現象が生じることから、当該区間に特定区間運賃を設定した。
- ●印は、鉄道駅バリアフリー料金制度による料金10円が加算されているもの。
- ○印は、ICカード利用時のみ最短経路（鉄道駅バリアフリー料金制度の適用範囲外）が適用されるもの。（）内はICカード利用時の運賃である。

| 会社   | 区間                                  | 営業距離 | 2019年10月1日改定  | 2024年4月1日改定     | 2024年4月1日改定     |
| 会社   | 区間                                  | 営業距離 | 正規運賃           | 正規運賃             | 特定区間運賃         |
| ------ | ------------------------------------- | -------- | ------------------ | -------------------- | -------------------- |
| JR東海 | 豊橋駅 - 三河大塚駅                   | 11.6km   | 240円              | 250円●               | 240円●               |
| JR東海 | 豊橋駅 - 蒲郡駅                       | 17.0km   | 330円              | 340円●               | 330円●               |
| JR東海 | 豊橋駅 - 三ケ根駅                     | 21.9km   | 420円              | 430円●               | 420円●               |
| JR東海 | 豊橋駅 - 相見駅                       | 28.0km   | 510円              | 520円●               | 510円●               |
| JR東海 | 豊橋駅 - 岡崎駅                       | 32.3km   | 590円              | 600円●               | 590円●               |
| JR東海 | 豊橋駅 - 西岡崎駅                     | 36.5km   | 680円              | 690円●               | 680円●               |
| JR東海 | 豊橋駅 - 三河安城駅                   | 42.7km   | 770円              | 780円●               | 770円●               |
| JR東海 | 豊橋駅 - 刈谷駅                       | 48.0km   | 860円              | 870円●               | 860円●               |
| JR東海 | 豊橋駅 - 南大高駅                     | 58.2km   | 990円              | 1,000円●             | 990円●               |
| JR東海 | 豊橋駅 - 熱田駅                       | 67.2km   | 1,170円            | 1,180円●             | 1,170円●             |
| JR東海 | 豊橋駅 - 名古屋駅                     | 72.4km   | 1,340円            | 1,350円●             | 1,340円●             |
| JR東海 | 豊橋駅 - 枇杷島駅                     | 76.4km   | 1,340円            | 1,350円●             | 1,340円●             |
| JR東海 | 豊橋駅 - 稲沢駅                       | 83.5km   | 1,520円            | 1,530円●             | 1,520円●             |
| JR東海 | 豊橋駅 - 木曽川駅                     | 95.0km   | 1,690円            | 1,700円●             | 1,690円●             |
| JR東海 | 豊橋駅 - 岐阜駅・岐阜羽島駅           | 102.7km  | 1,980円            | 1,990円●             | 1,980円●             |
| JR東海 | 豊橋駅 - 大垣駅                       | 116.4km  | 1,980円            | 1,990円●             | 1,980円●             |
| JR東海 | 豊橋駅 - 石浜駅                       | 57.5km   | 990円              | 1,000円●             | 990円●               |
| JR東海 | 豊橋駅 - 乙川駅                       | 65.7km   | 1,170円            | 1,180円●             | 1,170円●             |
| JR東海 | 豊橋駅 - 武豊駅                       | 72.2km   | 1,340円            | 1,350円●             | 1,340円●             |
| JR東海 | 豊橋駅 - 新守山駅                     | 78.1km   | 1,340円            | 1,350円●             | 1,340円●             |
| JR東海 | 豊橋駅 - 神領駅                       | 86.6km   | 1,520円            | 1,530円●             | 1,520円●             |
| JR東海 | 豊橋駅 - 古虎渓駅                     | 97.4km   | 1,690円            | 1,700円●             | 1,690円●             |
| JR東海 | 豊橋駅 - 多治見駅                     | 102.0km  | 1,980円            | 1,990円●             | 1,980円●             |
| JR東海 | 豊橋駅 - 八田駅                       | 72.2km   | 1,340円            | 1,350円●             | 1,340円●             |
| JR東海 | 豊橋駅 - 永和駅                       | 84.6km   | 1,520円            | 1,530円●             | 1,520円●             |
| JR東海 | 豊橋駅 - 桑名駅                       | 96.2km   | 1,690円            | 1,700円●             | 1,690円●             |
| JR東海 | 豊橋駅 - 四日市駅                     | 109.6km  | 1,980円            | 1,990円●             | 1,980円●             |
| JR東海 | 愛知御津駅 - 岐阜駅                   | 94.2km   | 1,690円            | 1,700円●             | 1,690円●             |
| JR東海 | 愛知御津駅 - 多治見駅                 | 93.5km   | 1,690円            | 1,700円●             | 1,690円●             |
| JR東海 | 三河三谷駅 - 四日市駅                 | 94.9km   | 1,690円            | 1,700円●             | 1,690円●             |
| JR東海 | 蒲郡駅 - 多治見駅                     | 85.0km   | 1,520円            | 1,530円●             | 1,520円●             |
| JR東海 | 三河塩津駅 - 岐阜駅                   | 83.4km   | 1,520円            | 1,530円●             | 1,520円●             |
| JR東海 | 三ケ根駅 - 大垣駅                     | 94.5km   | 1,690円            | 1,700円●             | 1,690円●             |
| JR東海 | 幸田駅 - 四日市駅                     | 84.7km   | 1,520円            | 1,530円●             | 1,520円●             |
| JR東海 | 相見駅 - 岐阜駅                       | 74.7km   | 1,340円            | 1,350円●             | 1,340円●             |
| JR東海 | 相見駅 - 多治見駅                     | 74.0km   | 1,340円            | 1,350円●             | 1,340円●             |
| JR東海 | 岡崎駅 - 大垣駅                       | 84.1km   | 1,520円            | 1,530円●             | 1,520円●             |
| JR東海 | 西岡崎駅 - 多治見駅                   | 65.5km   | 1,170円            | 1,180円●             | 1,170円●             |
| JR東海 | 西岡崎駅 - 四日市駅                   | 73.1km   | 1,340円            | 1,350円●             | 1,340円●             |
| JR東海 | 安城駅 - 岐阜駅                       | 62.6km   | 1,170円            | 1,180円●             | 1,170円●             |
| JR東海 | 安城駅 - 大垣駅                       | 76.3km   | 1,340円            | 1,350円●             | 1,340円●             |
| JR東海 | 安城駅 - 多治見駅                     | 61.9km   | 1,170円            | 1,180円●             | 1,170円●             |
| JR東海 | 三河安城駅 - 大垣駅                   | 73.7km   | 1,340円            | 1,350円●             | 1,340円●             |
| JR東海 | 東刈谷駅 - 大垣駅                     | 71.9km   | 1,340円            | 1,350円●             | 1,340円●             |
| JR東海 | 東刈谷駅 - 四日市駅                   | 65.1km   | 1,170円            | 1,180円●             | 1,170円●             |
| JR東海 | 野田新町駅 - 多治見駅                 | 55.9km   | 990円              | 1,000円●             | 990円●               |
| JR東海 | 刈谷駅 - 岐阜駅                       | 54.7km   | 990円              | 1,000円●             | 990円●               |
| JR東海 | 逢妻駅 - 大垣駅                       | 66.5km   | 1,170円            | 1,180円●             | 1,170円●             |
| JR東海 | 大府駅 - 四日市駅                     | 56.7km   | 990円              | 1,000円●             | 990円●               |
| JR東海 | 共和駅 - 多治見駅                     | 46.1km   | 860円              | 870円●               | 860円●               |
| JR東海 | 大高駅 - 大垣駅                       | 56.4km   | 990円              | 1,000円●             | 990円●               |
| JR東海 | 笠寺駅 - 四日市駅                     | 46.4km   | 860円              | 870円●               | 860円●               |
| JR東海 | 金山駅 - 四日市駅                     | 40.5km   | 770円              | 780円●               | 770円●               |
| JR東海 | 名古屋駅 - 多治見駅                   | 36.2km   | 680円              | 690円●               | 680円●               |
| JR東海 | 枇杷島駅 - 多治見駅                   | 40.2km   | 770円              | 780円●               | 770円●               |
| JR東海 | 枇杷島駅 - 四日市駅                   | 41.2km   | 860円              | 870円●               | 860円●               |
| JR東海 | 清洲駅 - 大垣駅                       | 36.2km   | 680円              | 690円●               | 680円●               |
| JR東海 | 尾張一宮駅 - 多治見駅                 | 53.3km   | 990円              | 1,000円●             | 990円●               |
| JR東海 | 尾張一宮駅 - 四日市駅                 | 54.3km   | 990円              | 1,000円●             | 990円●               |
| JR東海 | 木曽川駅 - 大垣駅                     | 21.4km   | 420円              | 430円●               | 420円●               |
| JR東海 | 岐阜駅 - 石浜駅                       | 54.4km   | 990円              | 1,000円●             | 990円●               |
| JR東海 | 岐阜駅 - 乙川駅                       | 62.6km   | 1,170円            | 1,180円●             | 1,170円●             |
| JR東海 | 岐阜駅 - 武豊駅                       | 69.1km   | 1,340円            | 1,350円●             | 1,340円●             |
| JR東海 | 岐阜駅 - 大曽根駅                     | 40.1km   | 770円              | 780円●               | 770円●               |
| JR東海 | 岐阜駅 - 勝川駅                       | 45.3km   | 860円              | 870円●               | 860円●               |
| JR東海 | 岐阜駅 - 高蔵寺駅                     | 54.3km   | 990円              | 1,000円●             | 990円●               |
| JR東海 | 岐阜駅 - 古虎渓駅（名古屋駅経由）     | 63.7km   | 1,170円（990円）   | 1,180円●（990円○）   | 1,170円●（990円○）   |
| JR東海 | 岐阜駅 - 多治見駅（名古屋駅経由）     | 66.5km   | 1,170円（860円）   | 1,180円●（860円○）   | 1,170円●（860円○）   |
| JR東海 | 岐阜駅 - 桑名駅                       | 54.1km   | 990円              | 1,000円●             | 990円●               |
| JR東海 | 岐阜駅 - 富田浜駅                     | 63.3km   | 1,170円            | 1,180円●             | 1,170円●             |
| JR東海 | 西岐阜駅 - 大垣駅                     | 10.5km   | 240円              | 250円●               | 240円●               |
| JR東海 | 穂積駅 - 四日市駅                     | 73.5km   | 1,340円            | 1,350円●             | 1,340円●             |
| JR東海 | 大垣駅 - 尾張森岡駅                   | 65.2km   | 1,170円            | 1,180円●             | 1,170円●             |
| JR東海 | 大垣駅 - 亀崎駅                       | 73.7km   | 1,340円            | 1,350円●             | 1,340円●             |
| JR東海 | 大垣駅 - 武豊駅                       | 82.8km   | 1,520円            | 1,530円●             | 1,520円●             |
| JR東海 | 大垣駅 - 新守山駅                     | 56.3km   | 990円              | 1,000円●             | 990円●               |
| JR東海 | 大垣駅 - 神領駅                       | 64.8km   | 1,170円            | 1,180円●             | 1,170円●             |
| JR東海 | 大垣駅 - 定光寺駅（名古屋駅経由）     | 72.1km   | 1,340円（1,340円） | 1,350円●（1,340円○） | 1,340円●（1,340円○） |
| JR東海 | 大垣駅 - 古虎渓駅（名古屋駅経由）     | 75.6km   | 1,340円（1,170円） | 1,350円●（1,170円○） | 1,340円●（1,170円○） |
| JR東海 | 大垣駅 - 多治見駅（名古屋駅経由）     | 80.2km   | 1,520円（1,170円） | 1,530円●（1,170円○） | 1,520円●（1,170円○） |
| JR東海 | 大垣駅 - 永和駅                       | 56.2km   | 990円              | 1,000円●             | 990円●               |
| JR東海 | 大垣駅 - 長島駅                       | 63.6km   | 1,170円            | 1,180円●             | 1,170円●             |
| JR東海 | 大垣駅 - 富田駅                       | 75.7km   | 1,340円            | 1,350円●             | 1,340円●             |
| JR東海 | 大垣駅 - 四日市駅                     | 81.2km   | 1,520円            | 1,530円●             | 1,520円●             |
| JR東海 | 石浜駅 - 多治見駅                     | 53.7km   | 990円              | 1,000円●             | 990円●               |
| JR東海 | 東浦駅 - 四日市駅                     | 63.5km   | 1,170円            | 1,180円●             | 1,170円●             |
| JR東海 | 半田駅 - 多治見駅                     | 63.7km   | 1,170円            | 1,180円●             | 1,170円●             |
| JR東海 | 東成岩駅 - 四日市駅                   | 73.0km   | 1,340円            | 1,350円●             | 1,340円●             |
| JR東海 | 武豊駅 - 多治見駅                     | 68.4km   | 1,340円            | 1,350円●             | 1,340円●             |
| JR東海 | 鶴舞駅 - 多治見駅                     | 30.6km   | 590円              | 600円●               | 590円●               |
| JR東海 | 大曽根駅 - 多治見駅                   | 26.4km   | 510円              | 520円●               | 510円●               |
| JR東海 | 勝川駅 - 多治見駅                     | 21.2km   | 420円              | 430円●               | 420円●               |
| JR東海 | 春日井駅 - 四日市駅                   | 55.3km   | 990円              | 1,000円●             | 990円●               |
| JR東海 | 神領駅 - 多治見駅                     | 15.4km   | 330円              | 340円●               | 330円●               |
| JR東海 | 高蔵寺駅 - 四日市駅                   | 61.2km   | 1,170円            | 1,180円●             | 1,170円●             |
| JR東海 | 定光寺駅 - 四日市駅                   | 65.3km   | 1,170円            | 1,180円●             | 1,170円●             |
| JR東海 | 多治見駅 - 蟹江駅                     | 45.5km   | 860円              | 870円●               | 860円●               |
| JR東海 | 多治見駅 - 長島駅                     | 55.8km   | 990円              | 1,000円●             | 990円●               |
| JR東海 | 多治見駅 - 朝日駅                     | 64.7km   | 1,170円            | 1,180円●             | 1,170円●             |
| JR東海 | 多治見駅 - 四日市駅                   | 73.4km   | 1,340円            | 1,350円●             | 1,340円●             |
| JR東海 | 弥富駅 - 四日市駅                     | 20.8km   | 420円              | 430円●               | 420円●               |
| JR東海 | 岐阜羽島駅 - 岐阜駅（名古屋駅経由）   | 60.6km   | 1,170円            | 1,180円●             | 1,170円●             |
| JR東海 | 岐阜羽島駅 - 大垣駅（名古屋駅経由）   | 74.3km   | 1,340円            | 1,350円●             | 1,340円●             |
| JR東海 | 岐阜羽島駅 - 古虎渓駅（名古屋駅経由） | 63.7km   | 1,170円            | 1,180円●             | 1,170円●             |
| JR東海 | 岐阜羽島駅 - 多治見駅（名古屋駅経由） | 66.5km   | 1,170円            | 1,180円●             | 1,170円●             |

新京成電鉄では、北習志野駅 - 京成津田沼駅間相互間に設定されていた特定区間運賃は、2023年3月18日改定運賃では設定がなくなっており、通常の普通運賃を適用するようになっている。
| 会社       | 区間                      | 営業距離 | 2019年10月1日改定 | 2019年10月1日改定 | 2023年3月18日改定 | 2023年10月1日改定 |
| 会社       | 区間                      | 営業距離 | 正規運賃          | 特定区間運賃      | 正規運賃          | 正規運賃          |
| ---------- | ------------------------- | -------- | ----------------- | ----------------- | ----------------- | ----------------- |
| 新京成電鉄 | 北習志野駅 - 京成津田沼駅 | 5.5km    | 180円（178円）    | 170円（168円）    | 180円（178円）    | 190円（188円）    |

### JR各社
JR各社の場合、基本的には、各社ごとの乗車するキロ数（営業キロ、換算キロ、擬制キロの3種類。小数点切り上げ）を計算し、キロ数から運賃表に当てはめて算出することができる（後述のような例外あり）。
国鉄時代は国有鉄道運賃法（昭和23年法律第112号、国鉄分割民営化時に廃止）によって運賃が定められていた。JR発足後は国鉄が残した旅客営業規則（略して「旅規」という）をそのまま引き継ぎ、以下のように運賃改定を実施している。
- 1989年4月1日 - 消費税導入による
- 1996年1月10日 - JR北海道・JR四国・JR九州（いわゆる三島会社）の運賃改定
- 1997年4月1日 - 消費税率3%→5%への引き上げによる
- 2014年4月1日 - 消費税率5%→8%への引き上げによる。JR東日本はICカード利用時のIC運賃を新規導入
- 2019年10月1日 - 消費税率8%→10%への引き上げによる。JR北海道は通常改定
- 2023年3月18日 - 東京付近の電車特定区間・山手線内の鉄道駅バリアフリー料金制度による料金（10円）導入による
- 2023年4月1日 - 大阪付近の電車特定区間・大阪環状線内の鉄道駅バリアフリー料金制度による料金（10円）導入による
- 2023年5月20日 - JR四国の運賃改定
- 2024年4月1日 - 名古屋付近の鉄道駅バリアフリー料金制度による料金（10円）導入による
- 2025年4月1日 - JR北海道・JR九州の運賃改定

当初は全国一律の運賃体系であったが、1996年1月10日の三島会社運賃改定で全国一律の形態が崩れている。一方、東日本旅客鉄道・東海旅客鉄道・西日本旅客鉄道の本州三社は、賃率とは別に定めている10km以下の区間を除き、税抜運賃自体の値上げは行われていない。また2014年4月1日の消費税率改定時にJR東日本・JR東海（東京駅 - 品川駅間）はきっぷ・定期券の新運賃については電車特定区間・山手線内を除き、JR東海（東京駅 - 品川駅間以外）・JR西日本の新運賃と揃えているが、ICカード利用時にはきっぷ・定期券の運賃と異なるIC運賃を新規に導入し、二重運賃となっている。

#### JRの旅客運賃・料金の種類
| 旅客運賃（狭義の「鉄道旅客運賃」）                                             | 旅客運賃（狭義の「鉄道旅客運賃」）                                                                                    | 旅客運賃（狭義の「鉄道旅客運賃」）                                                                                    | 旅客運賃（狭義の「鉄道旅客運賃」）                                                  | 旅客運賃（狭義の「鉄道旅客運賃」） | 旅客運賃（狭義の「鉄道旅客運賃」） |
| ------------------------------------------------------------------------------ | --- | --- | ----------------------------------------------------------------------------------- | ---------------------------------- | ---------------------------------- |
| 普通旅客運賃 - - 片道普通旅客運賃 - 往復普通旅客運賃 - 連続普通旅客運賃        | - 定期旅客運賃 - 通勤定期旅客運賃 - 通学定期旅客運賃 - 特殊定期旅客運賃 - 特別車両定期旅客運賃 - 特殊均一定期旅客運賃 | - 定期旅客運賃 - 通勤定期旅客運賃 - 通学定期旅客運賃 - 特殊定期旅客運賃 - 特別車両定期旅客運賃 - 特殊均一定期旅客運賃 | - 回数旅客運賃 - 普通回数旅客運賃 - 一般普通回数旅客運賃 - 特別車両普通回数旅客運賃 | - 団体旅客運賃                     | - 貸切旅客運賃                     |
| 料金                                                                           | | |                                                                                     |                                    |                                    |
| - 急行料金                                                                     | - 急行料金 | - 特別車両料金 - 特別車両料金(A) - 特別車両料金(B)                                                                    | - 寝台料金 - A寝台料金 - B寝台料金                                                  | - コンパートメント料金             | - 座席指定料金                     |
| - 特別急行料金 - 指定席特急料金 - 立席特急料金 - 自由席特急料金 - 特定特急料金 | - 普通急行料金 | - 特別車両料金 - 特別車両料金(A) - 特別車両料金(B)                                                                    | - 寝台料金 - A寝台料金 - B寝台料金                                                  | - コンパートメント料金             | - 座席指定料金                     |

#### JRの旅客運賃計算法
- 発着区間がJR北海道・東日本・東海・西日本（本州三社）の場合
  - 幹線：乗車区間の営業キロ数に応じた幹線の運賃。JR北海道は独自の運賃（以下同じ）。
  - 地方交通線：乗車区間の営業キロ数に応じた地方交通線の運賃。
  - 幹線と地方交通線を連続して乗車：乗車区間の幹線区間の営業キロ数と地方交通線区間の換算キロ数を足し合わせたキロ数（運賃計算キロ）に応じた幹線の運賃。
  - 電車特定区間：電車特定区間の運賃。
  - 山手線内・大阪環状線内：山手線・大阪環状線内の運賃。
- 発着区間がJR四国・九州の場合
  - 幹線：乗車区間の営業キロ数に応じた運賃。
  - JR四国の瀬戸大橋線にまたがる区間：加算運賃。一部の区間は特定運賃。
  - 地方交通線：乗車区間の擬制キロ数に応じた運賃。
  - 幹線と地方交通線を連続して乗車：乗車区間の幹線区間の営業キロ数と地方交通線区間の擬制キロ数を足し合わせたキロ数（運賃計算キロ）に応じた運賃。
- 発着区間がJR東日本・東海・西日本（本州三社）とJR北海道・JR四国・JR九州（三島会社）にまたがる場合：乗車全区間の営業キロ・運賃計算キロに応じた本州三社の運賃体系に基づく運賃と、三島会社の乗車区間の営業キロ・運賃計算キロに応じた加算額との合計。
  - JR北海道内の乗車区間が地方交通線のみの場合：JR北海道の乗車区間の営業キロ数に応じた地方交通線の加算額を加算。
  - JR北海道内の乗車区間に幹線が含まれる場合およびJR四国・JR九州：各社の乗車区間の営業キロ・運賃計算キロに応じた加算額を加算。
- 特定の区間に対する運賃割引・割増
  - 特定区間運賃
  - 加算運賃
- 往復割引運賃：片道のJR線営業キロ数が600キロを超える区間の往復乗車券を購入する場合、往路・復路の運賃がそれぞれ1割引になる[64]。
- 学生割引運賃：JRから指定を受けた中学・高校・大学・専修・各種学校の学生・生徒が、学校が発行する「学生・生徒旅客運賃割引証」を窓口ヘ提出して、JR線営業キロ数が100キロを超える区間の乗車券を購入する場合、運賃が2割引になる。往復割引との重複適用も可[64]。

## 航空（旅客）
国内線と国際線で運賃形態が異なる。
航空運送の分野では、搭乗する人の年齢や搭乗する目的など、鉄道などの運賃に比べ多くの多彩な割引運賃を設定している。
以下に大手航空会社の国内線での一例を掲げるが、これ以外にも、離島割引や法人向け割引、国際線乗り継ぎ割引なども設定されている。
| 形態                     | 特徴                                                                                        | JALでの名称                                                        | ANAでの名称                                                              |
| ------------------------ | ------------------------------------------------------------------------------------------- | ------------------------------------------------------------------ | ------------------------------------------------------------------------ |
| 普通運賃                 | 満12歳以上の人に適用される通常運賃                                                          | 大人普通運賃                                                       | ANA FLEX、プレミアム運賃                                                 |
| 普通運賃                 | 満3 - 11歳の人に適用される通常運賃                                                          | 小児普通運賃                                                       | 小児運賃、プレミアム小児運賃                                             |
| 同一路線限定運賃         | 満12歳以上で、同一路線を単純往復する場合の割引運賃                                          | 往復割引                                                           | (2018年10月28日以降設定なし)                                             |
| 同一路線限定運賃         | 各航空会社の提携カードで決済し、同一路線を2回搭乗する場合の割引運賃                         | JALビジネスきっぷ                                                  | ビジネスきっぷ                                                           |
| 事前購入型特定便限定運賃 | 搭乗日の3日前（一部路線・タイプは前日）までに予約・購入すると割引になる運賃                 | 特便割引1（ワン）-タイプA・B・C、特便割引3（スリー）-タイプA・B・C | ANA VALUE1･3                                                             |
| 事前購入型特定便限定運賃 | 搭乗日の21日前までに予約・購入すると割引になる運賃                                          | 特便割引21                                                         | ANA SUPER VALUE21                                                        |
| 事前購入型特定便限定運賃 | 搭乗日の28日前までに予約・購入すると割引になる運賃                                          | 先得割引-タイプA                                                   | ANA SUPER VALUE28                                                        |
| 事前購入型特定便限定運賃 | 搭乗日の45日前までに予約・購入すると割引になる運賃                                          | 先得割引-タイプB                                                   | ANA SUPER VALUE45                                                        |
| 事前購入型特定便限定運賃 | 搭乗日の55日前までに予約・購入すると割引になる運賃                                          | スーパー先得                                                       | ANA SUPER VALUE55                                                        |
| 事前購入型特定便限定運賃 | 搭乗日の75日前までに予約・購入すると割引になる運賃                                          | ウルトラ先得                                                       | ANA SUPER VALUE75                                                        |
| 対象者限定運賃           | 株主優待券の利用で割引になる運賃                                                            | 株主優待割引（大人・小児）                                         | 株主優待割引運賃（大人・小児）、プレミアム株主優待割引運賃（大人・小児） |
| 対象者限定運賃           | 割引対象者本人と一部の介護人に適用される割引運賃                                            | 身体障がい者割引                                                   | 身体障がい者割引運賃、プレミアム身体障がい者割引運賃                     |
| 対象者限定運賃           | 家族の介護のために搭乗する場合に割引になる運賃                                              | 介護帰省割引                                                       | 介護割引                                                                 |
| 対象者限定運賃           | 各航空会社の会員を含む2 - 4名様のグループで同一便に搭乗し、同一区間を往復する場合の割引運賃 | おともdeマイル割引                                                 | いっしょにマイル割                                                       |
| 対象者限定運賃           | 航空路線利用登録を行い証明書またはカードを保有する満3歳以上の離島在住者に適用される割引運賃 | 離島割引                                                           | アイきっぷ                                                               |
| 当日限定運賃             | 満65歳以上で、当日空席がある場合に搭乗手続きができる割引運賃                                | 当日シルバー割引                                                   | スマートシニア空割                                                       |
| 当日限定運賃             | 満12歳以上26歳未満で、当日空席がある場合に搭乗手続きができる割引運賃                        | スカイメイト                                                       | スマートU25                                                              |
| 乗継割引運賃             | 指定された同一日中の便の組み合わせを一括予約・購入すると割引になる運賃                      | 特別乗継割引                                                       | ANA VALUE TRANSIT                                                        |
| 乗継割引運賃             | 指定された同一日中の便の組み合わせを搭乗日の7日前までに一括予約・購入すると割引になる運賃   | 乗継割引7（セブン）                                                | ANA VALUE TRANSIT7                                                       |
| 乗継割引運賃             | 指定された同一日中の便の組み合わせを搭乗日の28日前までに一括予約・購入すると割引になる運賃  | 乗継割引28                                                         | ANA VALUE TRANSIT28                                                      |

## 鉄道・航空以外（旅客）
タクシーは、初乗り運賃と、走行距離と乗車時間に応じて加算される運賃によって料金が算出される。日本のタクシーの基本的な運賃制度については「日本のタクシー#運賃」を参照。
他の交通機関では、鉄道旅客運賃で主流の乗車キロ数から算出される方式ではなく、路線の区間ごとに運賃が決められている（いわゆる三角表方式）ことが多い。一部路線バスやコミュニティバスでは均一料金の場合もある。鉄道と同様に子供運賃や障害者割引運賃が設定されている場合が多く、首都圏では鉄道と同様のIC運賃を導入している事業者もある。
貸し切りバスについては、基本的には時間と走行距離をもとに算出されるといわれている。

## 貨物運賃（国内）
基本的には、重量や大きさと運送距離によって算出される。
日本貨物鉄道（JR貨物）のコンテナ貨物運賃は、コンテナの重量にキロ程に応じた賃率を乗じて算出することを基本とする。そのほか、以下のような割増・割引、または加算料金がある。
- 標準的な5トンコンテナを超える大きさのコンテナを使用する場合の割増。
- 貴重品・危険品を運送する場合の割増。
- 規定日数を超える場合の駅への留置料、またはコンテナの使用料。
- 私有コンテナを使用する場合の割引。
- 貨物内容（荷造用品、貨物積み付け用品、パレットなど）による割引。
- 駅への集貨・駅からの配達をする場合の発送料・到着料。
- 冬季（12月1日から翌年3月31日）に寒地の駅において発送・到着の作業を行う場合、冬季作業割増。

## 貨物運賃（貿易）
基本的には、重量や大きさと運送距離によって算出される点は国内と変わらないが、コンテナ輸送の場合では、積地・揚地の荷動き量（コンテナの多少）に左右され、主要港間の運賃が地方港に比べて安くなる傾向がある。